# Stanislav Zdenko Sedlnický z Choltic
Stanislav Zdenko hrabě Sedlnický z Choltic (německy Stanislaus Zdenko Graf Sedlnitzky-Odrowąz von Choltitz) (11. září 1836 Lipník nad Bečvou – 10. ledna 1913 Opava) byl rakouský šlechtic z rodu Sedlnických z Choltic a rakousko-uherský politik. Původně sloužil v armádě, později se dlouhodobě angažoval ve veřejném životě ve Slezsku, kde byl přes čtyřicet let poslancem zemského sněmu a zastával řadu funkcí. V roce 1908 získal titul hraběte a v roce 1912 byl jmenován členem Panské sněmovny. Byl majitelem velkostatku a zámku Bílovec.

## Životopis

Erb rodu Sedlnických z Choltic

Pocházel ze starého šlechtického rodu Sedlnických z Choltic, patřil k tzv. panské linii. Narodil se jako nejstarší ze čtyř synů barona Mořice Sedlnického (1809–1886). Studoval na gymnáziu v Řešově a v letech 1847–1854 absolvoval vojenskou průpravu na Tereziánskou vojenskou akademii ve Vídeňském Novém Městě. Do armády vstoupil v roce 1854 jako poručík k 1. hulánskému pluku. V roce 1856 byl povýšen na nadporučíka a v roce 1859 se zúčastnil války se Sardinií, kde byl vážně zraněn. Z armády odešel v roce 1860 v hodnosti rytmistra, později se ale ještě aktivně zúčastnil prusko-rakouské války (1866).
Dlouhodobě se angažoval ve veřejném životě ve Slezsku, kde byl poslancem zemského sněmu (1870–1913). Zvolen byl celkem osmkrát za velkostatkářskou kurii, zastupoval Stranu ústavověrného velkostatku, později patřil k osobnostem Německé pokrokové strany. Ve Slezsku se angažoval i v řadě různých veřejných funkcí, byl viceprezidentem Rakousko-slezské zemědělské a lesnické společnosti (1868–1886), členem zemské školní rady (1878–1884, 1897–1913) nebo kurátorem Slezského zemského muzea. Dále byl přísedícím zemského výboru a členem komisí s kompetencí pro správu financí a kultury.

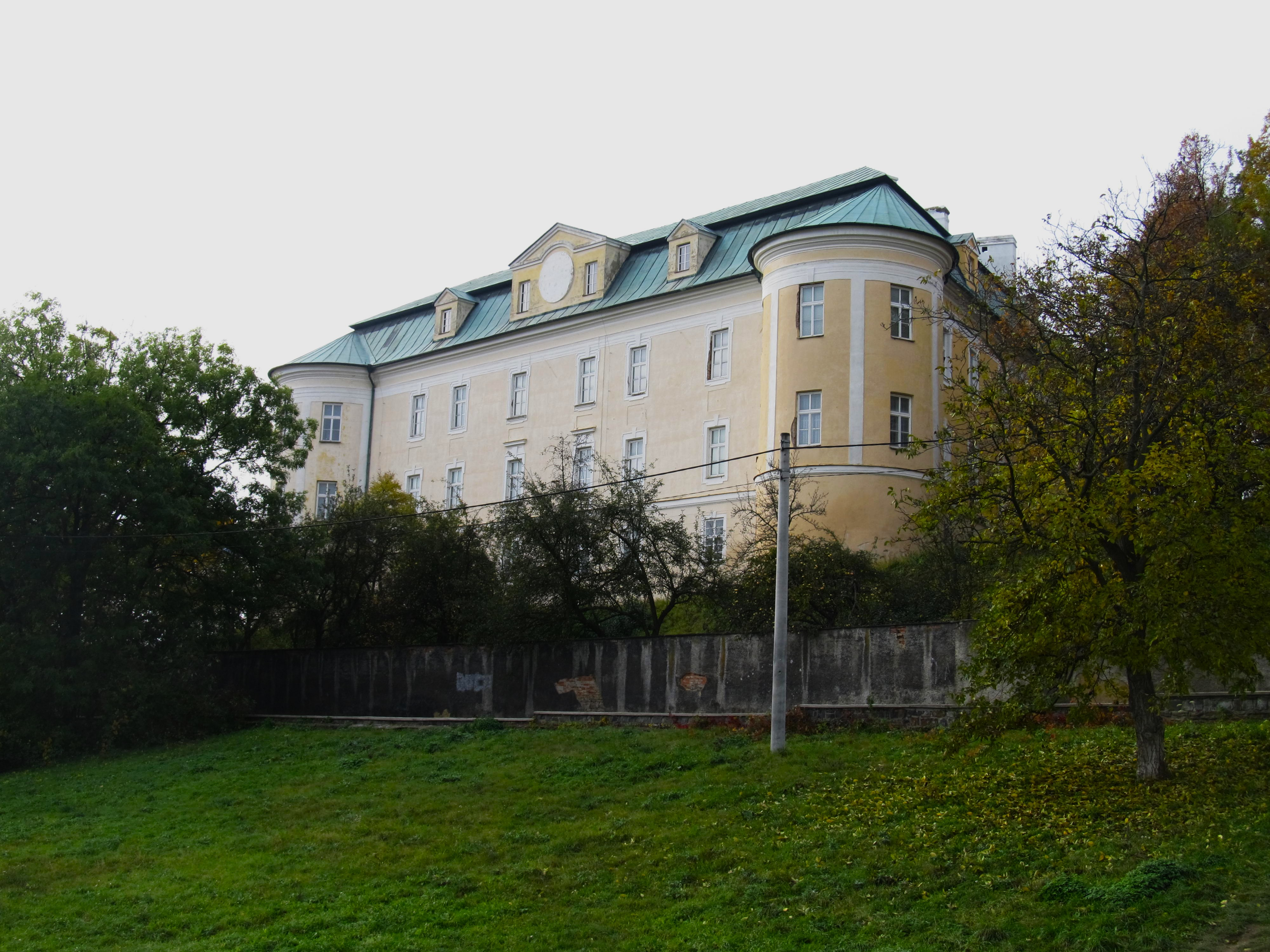
Zámek Bílovec, sídlo rodu Sedlnických v 17.–20. století

Byl uživatelem šlechtického titulu svobodného pána, který rodině náležel od 15. století. V roce 1908 byl povýšen do hraběcího stavu. Za zásluhy byl nositelem rytířského kříže Leopoldova řádu (1898) a Řádu železné koruny II. třídy (1881). V roce 1903 byl jmenován c. k. tajným radou s nárokem na oslovení Excelence. Krátce před smrtí byl jmenován dědičným členem rakouské Panské sněmovny.
Zemřel 10. ledna 1913 v Opavě ve věku 76 let a byl pohřben v rodinné hrobce ve Velkých Albrechticích.

## Majetkové a rodinné poměry
Po otci byl dědicem velkostatku Bílovec, jehož rozsah se v průběhu let měnil, v roce 1912 se uvádí rozloha 557 hektarů půdy a hodnota velkostatku byla tehdy vyčíslena na půl milionu korun. Zámek Bílovec se po adaptacích Mořice Sedlnického označoval jako nádherné sídlo s bohatým mobiliářem. Je pravděpodobné, že stavební úpravy proběhly na přelomu 19. a 20. století i za Stanislava Sedlnického, kvůli požáru zámku a zničení archivu na konci druhé světové války je ale nelze doložit. V Bílovci se Stanislav Sedlnický angažoval podporou místních spolků a organizací.
V roce 1867 se na zámku v Jezdkovicích oženil se svou sestřenicí baronkou Idou Sedlnickou (1843–1922), dcerou místopředsedy slezského zemského sněmu Antonína Františka Sedlnického (1803–1879). Z manželství se narodily tři děti, dospělého věku se dožil jen nejmladší syn Zikmund (1872–1949), který byl také poslancem a státním úředníkem a do roku 1945 posledním majitelem velkostatku Bílovec.
Z otcova druhého manželství s hraběnkou Karolínou Bukůvkovou z Bukůvky (1815–1851) měl čtyři mladší nevlastní sourozence. Sestra Antonie (1845–1932) byla manželkou c. k. polního zbrojmistra a sekčního šéfa na ministerstvu války Alfreda Matta, bratři-dvojčata Kazimír (1847–1908) a Jaroslav (1847–1901) působili ve státních úřadech. Jejich bratranec a zároveň Stanislavův švagr Arnošt Sedlnický (1841–1904) byl poslancem slezského zemského sněmu a Říšské rady.